# Timebomb
„Timebomb” este un cântec al interpretei suedeze Tove Lo. Cântecul a fost lansat ca și cel de-al treilea extras pe single al albumului său de debut Queen of the Clouds. Lansarea către stațiile radiofonice din Statele Unite ale Americii a fost anulată.

## Videoclip
Videoclipul piesei a fost regizat de către Emil Nava și publicat pe platforma Vevo al artistei la data de 22 iunie 2015. Videoclipul muzical arată diferite cupluri care se bat și se certă, dar în același timp se îmbrățișează și se sărută.